# 拉伊德·贾希德·法赫米
拉伊德·贾希德·法赫米（阿拉伯語：رائد جاهد فهمي；1950年—），伊拉克政治家，现任伊拉克共产党书记，曾任科学和技术部长、基尔库克地位正常化委员会负责人、伊拉克国民议会议员。他是出生于巴格达的阿拉伯人，毕业于伦敦政治经济学院、伦敦玛丽王后大学和巴黎第四大学，后在经济合作与发展组织科威特产业银行任研究员，在法国的教育和学术机构任教（同时兼任伊拉克共产党驻法国代表），还编辑过伊拉克共产党党刊《新文化》杂志。他已婚，有四个孩子。